# مسابقه ماجراجویی

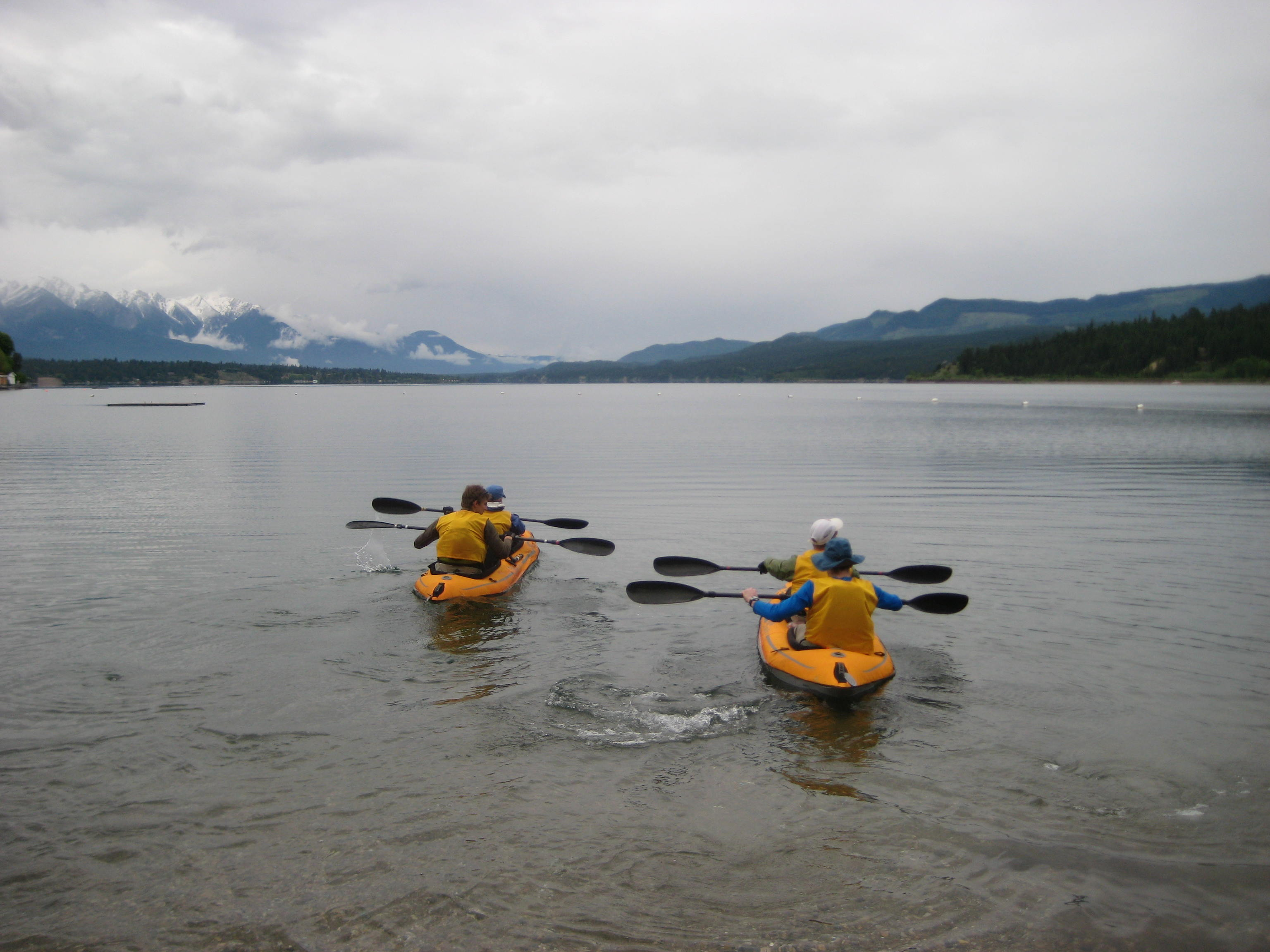
تیم وایلد رُز در آغاز بخش پاروزنی، دهکده کوهستانی پانوراما، ژوئن ۲۰۰۹.

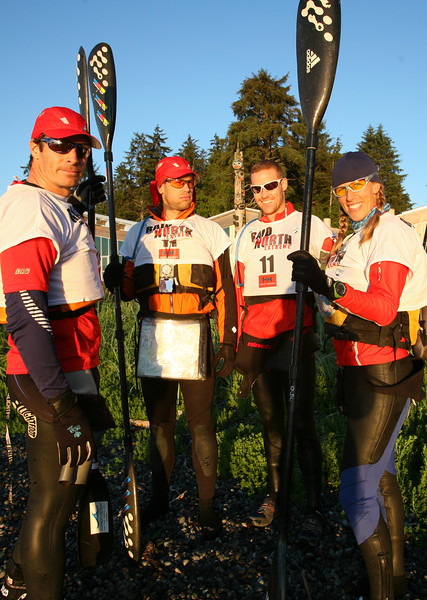
تیم اینترپید تراول در خط شروع مسابقه معتبر FAST، سال ۲۰۰۷.

مسابقه ماجراجویی (Adventure racing or Expedition racing) یک ورزش تیمی چند رشته‌ای شامل مسیریابی در یک مسیر طبیعی بدون علامت‌گذاری همراه با مسابقات مختلفی است که ممکن است از دو ساعت تا دو هفته طول بکشند.
برخی مسابقات از این دست ممکن است به صورت انفرادی نیز برگزار شوند. رشته‌های ورزشی اصلی شامل پیاده‌روی، دوچرخه‌سواری کوهستان و پاروزنی است. اگرچه مسابقات می‌توانند رشته‌های زیادی از جمله کوهنوردی، فرود از ارتفاع، اسب‌سواری، اسکی و سفر در آب‌های خروشان را نیز در بر بگیرند.
تیم ها معمولاً از نظر جنسیت و تعداد متفاوت هستند و ممکن است شامل دو تا پنج شرکت کننده باشد، با این حال قالب اصلی شامل چهار شرکت کننده از هر دو جنسیت در نظر گرفته می شود. صرف نظر از طول مدت مسابقه، به طور معمول هیچ وقفه زمانی در طول مسابقه وجود نخواهد داشت. زمان سپری شده مسابقه همزمان با زمان واقعی است و شرکت کنندگان خود انتخاب می‌کنند که کی و کجا نیازمند استراحت هستند.

## مراجع
1. ↑  "New To Adventure Racing". USARA.